# Staunton (Illinois)
Pour les articles homonymes, voir Staunton.
La ville américaine de Staunton est située dans le comté de Macoupin, dans l’État de l’Illinois. Sa population s’élevait à 5 139 habitants lors du recensement de 2010.

## Histoire
Staunton a été incorporée en tant que village en 1859, puis en tant que city en 1891.

## Démographie
| Groupe            | Staunton | Illinois | États-Unis |
| ----------------- | -------- | -------- | ---------- |
| Blancs            | 97,6     | 71,5     | 72,4       |
| Métis             | 1,1      | 2,3      | 2,9        |
| Asiatiques        | 0,5      | 4,6      | 4,8        |
| Afro-Américains   | 0,3      | 14,6     | 12,6       |
| Amérindiens       | 0,3      | 0,3      | 0,9        |
| Autres            | 0,2      | 6,7      | 6,4        |
| Total             | 100      | 100      | 100        |
|                   |          |          |            |
| Latino-Américains | 0,7      | 15,8     | 16,7       |

Selon l'American Community Survey, pour la période 2011-2015, 97,34 % de la population âgée de plus de 5 ans déclare parler anglais à la maison, alors que 0,86 % déclare parler l'espagnol et 1,80 % une autre langue.